# Hyvölänjärvi
Hyvölänjärvi är en sjö i kommunerna Heinävesi och Leppävirta i landskapen Södra Savolax och Norra Savolax i Finland. Sjön ligger 95,1 meter över havet. Den är 3,7 meter djup. Arean är 48 hektar och strandlinjen är 6,32 kilometer lång. Sjön  ingår i Vuoksens huvudavrinningsområde.   Den ligger omkring 97 kilometer nordöst om S:t Michel, omkring 58 kilometer sydöst om Kuopio och omkring 310 kilometer nordöst om Helsingfors. 